# Amarjit Singh Rana
Amarjit Singh Rana   (Khusropur, 3 de febrer de 1960) és un jugador d'hoquei sobre herba indi, ja retirat, que va competir durant les dècades de 1970 i 1980.
El 1980 va prendre part en els Jocs Olímpics d'Estiu de Moscou, on guanyà la medalla d'or en la competició d'hoquei sobre herba.